# Шиндлер, Александр Юлиус
Александр Юлиус Шиндлер, известный как Юлиус фон дер Траун (нем. Julius von der Traun (Alexander Schindler); 26 сентября 1818, Вена — 16 марта 1885, там же) — австрийский писатель
, поэт, драматург и политический деятель.

## Биография
Происходил из семьи купцов и фабрикантов. Сначала посещал Государственную гимназию в Вене, затем в 1833 году поступил в Венский университет, где изучал философию, высшую математику, химию и инженерию. В 1839 году закончил учёбу. Около двух лет проработал на фабрике своего отца.
С 1850 по 1854 год находился на государственной службе, позже стал таможенником, а затем генеральным секретарём Венских государственных железных дорог.
Политик. Видный член австрийской демократической партии.
В 1861—1870 годах — член Ландтага Нижней Австрии. В 1861—1865 и 1867—1870 года — депутат Рейхсрата Австрийской империи.

## Творчество
Дебютировал как писатель в 1835 году. Автор сборников стихов, пьес и прозаических произведений.
- «Die beiden Rittmeister» (рассказы, 1839),
- «Oberösterreich» (1847),
- «Südfrüchte» (рассказы, 1848),
- «Eines Bürgers Recht» (трагедия, 1849),
- «Die Rosenegger Romanzen» (1852),
- «Herbsttage auf Helgoland» (1853),
- «Reisebilder» (1853),
- «Unter den Zelten» (солдатские песни, 1853),
- «Theophrastus Paracelsus» (драма, 1858),
- «Carte blanche» (политические стихи, 1862),
- «Gedichte» (1871),
- «Salomon, König von Ungarn» (эпопея, 1876),
- «Die Aebtissin von Buchau» (1877),
- «Goldschmiedkinder» (1879),
- «Der Schelm von Bergen» (1879),
- «Excursionen eines Oesterrei-chers» (1880) и др.